# 빙산 항공모함 하버쿡 계획

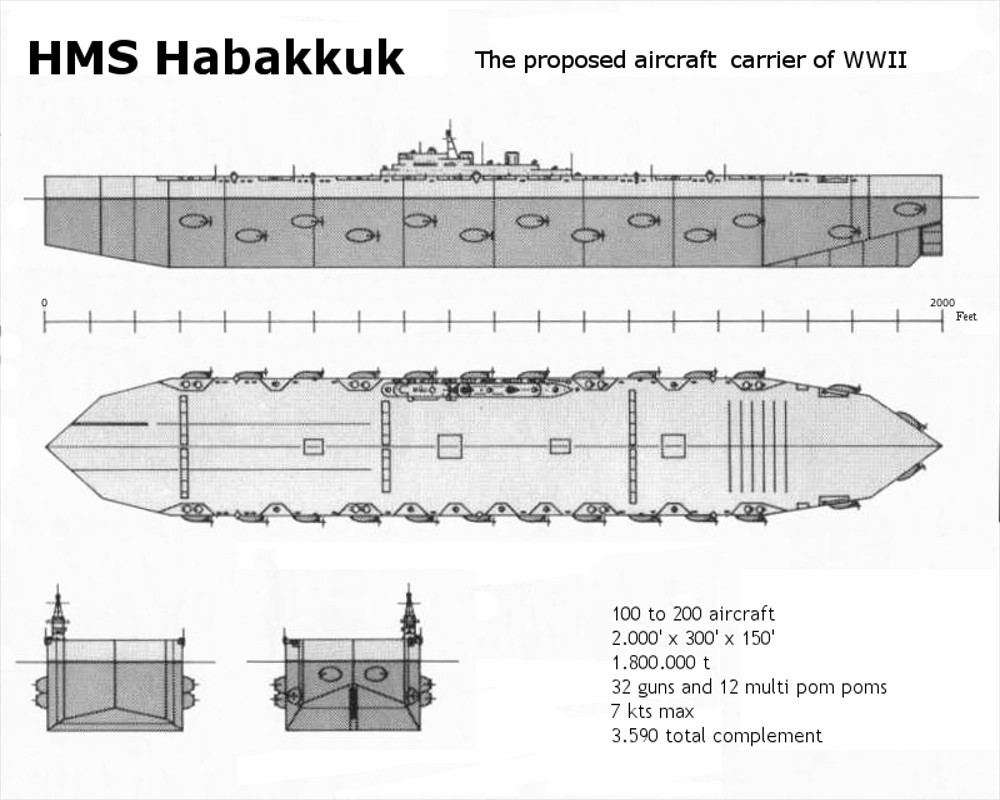

빙산 항공모함 하버쿡 계획은 제2차 세계 대전 당시 영국 정부가 독일의 U-Boat 함대에 대항하기 위해 추진했던 것으로, 빙산을 이용한 항공모함 건조 계획이었다. 하버쿡은 얼음과 비슷한 형태의 파이크리트라는 물질을 이용하여 길이 600미터, 전폭 90m, 전비 중량 220만톤의 항공모함을 만들어 모스키토 경폭격기 100여대와 스핏파이어 전투기 200여대를 탑재하여 대서양 전투에 투입할 계획이었다. 그러나, 이 계획은 1943년 말에 폐기 처분되었다.

## 배경
영국이 이런 계획을 추진했던 것은 전쟁 초기 다급한 상황 때문이었다. 특히 독일 잠수함 부대의 공격에 대항하기 위해서는 구축함도 중요했지만, 항공기의 엄호가 절실했다(처음부터 항공기의 중요성과 유용함을 깨달은 것은 아니었지만). 그러나 영국은 항공모함을 해전의 주전력으로 생각하지 않았던 관계로 항공모함의 숫자가 절대 부족이었다. 1941년 초만 해도 모두 합쳐봐야 9척에 불과했던 것이다. 이미 영국의 조선소들은 격침당하는 수 이상의 수송선 건조만으로도 총력가동 상태였다. 유보트에 의한 격침톤수가 영국의 수송선 건조 능력을 상회하게 되면, 영국은 항복할 수밖에 없었다. 처칠이 전후에 전쟁 중 가장 두려웠던 것이 유보트 함대였다고 고백한 것도 이런 사정때문이다. 호위함은 임시 방편으로 미국이 잉여 구축함을 영국에 전시 무기 대여법에 따라 리스하여 줌으로써 어느 정도 숨통을 트였지만, 항공모함 건조까지 힘들었다(결국 영국은 전쟁 중 미국이 140척 이상의 항공모함을 건조하는 동안 단 4척만을 건조했다).
여기서 처칠이 빙산을 이용하여 항공모함을 만들자고 제안한다. 전쟁 전에 우편 수송기 등이 빙산에 불시착을 하곤 했다는 사실을 떠올린 것이다. 북극의 빙산에 간단한 통신 및 신호시설, 관제소, 숙소, 정비창을 겸한 격납고 등을 설치하자는 것이다. 그러나 영국 군부에서 아이디어의 타당섬을 검토한 결과 부정적 결론이 나왔다. 비행장 모양에 걸맞은 빙산은 북극에 없었고, 그런 비행장이 될 만한 빙산을 구하려면 만들어야 했던 것이다. 그 과정만 2년이 소요될 것으로 예상되었다. 반면에, 수명은 6개월을 못 버틴다는 결론이 나왔던 것이다. 이 계획은 검토 단계에서 폐기처분되었다.
그러나, 아직 이 계획을 포기 못한 사람들이 있었고, 그 사람들이 추진한 것이 바로 하버쿡 프로젝트였다.

## 하버쿡 프로젝트의 시작
1942년, 영국의 합동작전본부 사령관 루이 마운트배튼 장군에게 제프리 파이크(Geoffrey N. Pyke)란 사람이 하버쿡 프로젝트를 제안하였다. 파이크 계획의 목표는 빙상 항공모함을 만드는 것으로 앞서 설명한 북극의 빙산을 이용한 계획과 목표는 같았다. 그러나 만드는 소재가 다른 것이었다.
파이크는 빙상 항공모함 건조에 자신이 발명한 신소재를 이용할 것을 제안하였다. 그가 발명하고 파이크리트라는 이름을 붙인 신소재는 물에 펄프를 4% ~ 14%로 섞은 후 젤리같은 반유동체로 만든 다음에 그것을 틀에 넣고 얼린 것이다. 파이크리트의 강도는 철과 콘크리트의 중간 정도였다고 한다.
이 파이크리트를 이용한 항공모함 건조는 마치 레고처럼 몇 가지 얼음블록을 만들어 블록을 접착하는 것으로 끝낼 수 있었다. 접착제로는 그냥 물을 사용했다. 배의 형태가 완성되면, 상부구조물과 비행갑판, 함교, 각종 방어용 무장, 엔진, 승무원 거주구, 선체냉각 시스템 등 항공모함에 필요한 설비를 설치하는 것으로 계획되었다. 게다가 적의 공격을 받아 파손되어도 파손 부위를 물과 펄프를 섞어서 얼리면 복구가 가능한 것도 매력적인 것으로 비추어졌다. 또한 영상 20도에서 2달을 놔두어도 거의 녹지 않는다는 사실도 발견되었다. 그야말로 이상적이었다.
이 계획에는 갓 참전한 미국과 캐나다도 가세하였다. 독일의 폭격이 심했던 영국에서는 건조하기 힘들었으므로 캐나다에서 장소 및 인원을 제공하고, 미국은 비용을 충당하기로 했다. 이제 본격적으로 개발이 시작되었다.
마운트배튼은 실제 건조에 착수하기 전에 1/35로 축소한 모형을 만들어 실험하기로 하였다. 모형 실험은 캐나다의 패트리셔 호수에서 행해졌다. 1/35라고 하지만, 역시 원래 계획 자체가 너무 거대했던 관계로 모형도 3000t에 달했다. 문제는 여기서부터 발생했다. 모형이 제대로 물에 뜨지 않은 것이다. 파이크리트 블록만을 띄었을때는 물에 잘 떴으나 예상 적재 중량을 얹어서 띄우자 갑판과 해수면이 거의 차이가 없을 정도였던 것이다. 이 와중에 최초 계획 추진자였던 마운트배튼이 동남아시아방면군 사령관으로 전보되었고, 계획은 점점 지지부진해졌다.

## 프로젝트의 종말
테스트 결과가 시원치 않음에도 불구하고 계속 비용이 상승하는 것도 문제였지만, 하버쿡 계획의 필요성이 점점 줄어들고 있었다. 필요성이 줄어들었던 요인은 크게 3가지로 1) 미국의 공업 생산력이 궤도에 올라서면서 쏟아내는 항공모함과, 2) 과거와 비교할 수 없을만큼 B-24 리버레이터나 PBY 카탈리나 비행정같은 장거리 비행기의 존재, 그리고 3) 전황의 변경때문이었다.
미국은 1942년 이후 1945년까지 정규 항공모함 40여척과 소형의 호위 항공모함 100여 척을 건조하였다. 1942년까지 단지 4척의 항모만 보유했던 것에 비해 비교할 수 없는 양이었다. 특히 카사블랑카급 호위 항공모함은 매주 1척씩 건조하는 기염마저 토했는데, 이들 호위 항공모함의 상당수가 영국에 공여되었다. 이들 호위 항모들은 호송선단의 핵심 전력으로 호송선단에서 멀리 떨어진 지점의 독일 잠수함들을 공격함으로써 아예 접근 자체를 막아내었던 것이다.
B-24나 카탈리나 비행정같은 중대형 장거리 폭격기들은 유보트로서는 더욱 골치아픈 존재였다. 해상수색 레이다를 갖춘 이들 장거리 폭격기들은 잠수함들 입장에서는 미리 알아내기도 힘들었고, 수중 항해보다 수상항해가 더 많았던 유보트들에게는 구축함보다 더 위협적인 존재가 되었던 것이다.
하버쿡 계획을 추진하기로 결정하게 한 요소들이 빠르게 해소가 되면서 하버쿡 계획은 추진할 필요성이 상실된 것이다. 결국 프로젝트는 1943년 말에 폐기 처분되었다.